# Phlogiellus aper
Phlogiellus aper là một loài nhện trong họ Theraphosidae.
Loài này thuộc chi Phlogiellus. Phlogiellus aper được Eugène Simon miêu tả năm 1891.